# Mahmoud Mollaghasemi

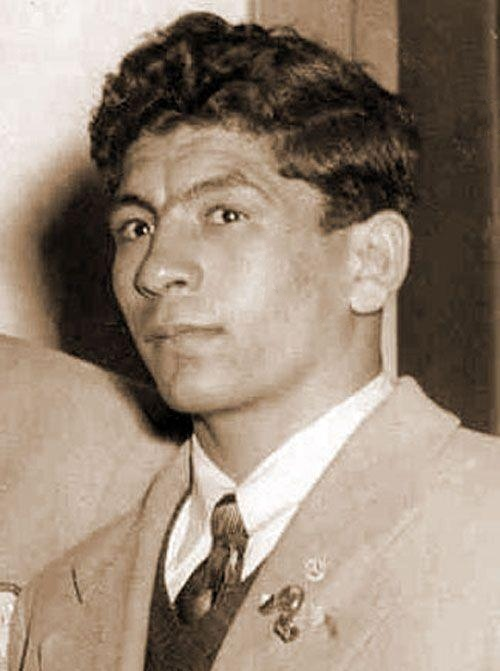
Mahmoud Mollaghasemi

Mahmoud Mollaghasemi (persisch محمود ملاقاسمی; * 4. Mai 1929 in Teheran) ist ein ehemaliger iranischer Ringer. Er war Bronzemedaillengewinner bei den Olympischen Spielen 1952 in Helsinki im freien Stil im Fliegengewicht.

## Werdegang
Mahmoud Mollaghasemi war einer der ersten iranischen Ringer überhaupt, der in die Weltspitze der Ringer im freien Stil vorstieß. 1950 startete er bereits bei der Weltmeisterschaft in Stockholm im Fliegengewicht in dem für ihn ungewohnten griechisch-römischen Stil, gewann zwei Kämpfe, schied aber wegen einer Niederlage gegen Borivoje Vukov aus Jugoslawien in der dritten Runde aus und belegte den 7. Platz. Ein Jahr später konnte er in Helsinki im gewohnten freien Stil antreten und gewann mit drei Siegen und einer Niederlage gegen Ali Yücel aus der Türkei die Silbermedaille.
Bei den Olympischen Spielen 1952 in Helsinki zeigte Mahmoud im freien Stil im Fliegengewicht wieder hervorragende Kämpfe. Die drei Medaillengewinner Hasan Gemici aus der Türkei, Yūshū Kitano aus Japan und Mahmoud Mollaghasemi besiegten sich dabei gegenseitig, wobei Mahmoud gegen Gemici nach Punkten gewann. Am Ende hatten Gemici und Kitano fünf Fehlpunkte und Mahmoud sechs Fehlpunkte. Da Gemici gegen Kitano gewonnen hatte, der wiederum Mahmoud besiegt hatte, gewann Gemici die Gold-, Kitano die Silber- und Mahmoud Mollaghasemi die Bronzemedaille.
Mit einem 5. Platz bei der Weltmeisterschaft 1954 in Tokio im freien Stil im Fliegengewicht schloss Mahmoud Mollaghasemi seine erfolgreiche Laufbahn ab.
Mahmoud Mollaghasemi war auch in der Bundesrepublik Deutschland bekannt, denn nach den Olympischen Spielen 1952 weilte er mit der iranischen Nationalstaffel zu einem Freundschaftskampf gegen eine westdeutsche Auswahl in Essen. Er wurde dabei nach 7 Minuten Schultersieger über Rolf Schreer von ASV Heros Dortmund.

## Familie
Sein Neffe Hossein Mollaghasemi war ebenfalls Ringer.

## Erfolge
| Jahr | Platz  | Wettbewerb      | Stil | Gewichtsklasse | Anmerkungen |
| ---- | ------ | --------------- | ---- | -------------- | --- |
| 1950 | 7.     | WM in Stockholm | GR   | Fliegen        | mit Siegen über Abdallah Sidani, Libanon u. Fritjof Claussen, Norwegen u. einer Niederlage gegen Borivoje Vukov, Jugoslawien                                            |
| 1951 | 2.     | WM in Helsinki  | F    | Fliegen        | mit Siegen über Bengt Johansson, Schweden, Heinrich Weber (Ringer, 1923), BRD u. Maurice Mewis, Belgien u. einer Niederlage gegen Ali Yücel, Türkei                     |
| 1952 | Bronze | OS in Helsinki  | F    | Fliegen        | mit Siegen über Niranja Das, Indien, Luis Baise, Südafrika, Heinrich Weber, Hasan Gemici, Türkei u. Georgi Sajadow, UdSSR u. einer Niederlage gegen Yūshū Kitano, Japan |
| 1954 | 5.     | WM in Tokio     | F    | Fliegen        | mit einem Sieg über László Völgyi, Ungarn u. Niederlagen gegen Mirian Zalkalamanidse, UdSSR u. Hüseyin Akbaş, Türkei                                                    |

Anm.: OS = Olympische Spiele, WM = Weltmeisterschaft, F = freier Stil, GR = griechisch-römischer Stil, Fliegengewicht, damals bis 52 kg Körpergewicht